# Mosu aludi
Espèce
Mosu aludi est une espèce d'araignées aranéomorphes de la famille des Mysmenidae.

## Distribution
Cette espèce est endémique du Yunnan en Chine,. Elle se rencontre dans le xian de Fugong.

## Description
La femelle holotype mesure 1,12 mm et le mâle paratype 0,84 mm

## Systématique et taxinomie
Cette espèce a été décrite par Zhang, Li et Lin en 2023.

## Étymologie
Son nom d'espèce lui a été donné en référence au lieu de sa découverte, Aludi.

## Publication originale
- Zhang, Li, Lin, Li, Yao & Zhang, 2023 : « Regression of East Tethys resulted in a center of biodiversity: a study of Mysmenidae spiders from the Gaoligong Mountains, China. » Zoological Research, vol. 44, no 4, p. 737-738 & I-XCI.